# تلاجیم
تَلاجیم یکی از روستاهای مازندرانی زبان شهرستان مهدی‌شهر در استان سمنان است. بر پایه سرشماری سال ۱۳۸۵، جمعیت این روستا ۱۶ نفر (۷ خانوار) و در سال ۱۳۷۵، ۵۸ نفر (۱۶ خانوار) بوده است.